# Gråryggig todityrann
Gråryggig todityrann (Todirostrum cinereum) är en amerikansk tätting som vanligen placeras i familjen tyranner. Den har en vid utbredning från södra Mexiko till Bolivia och Brasilien.

## Kännetecken

### Utseende
Gråryggig todityrann är en mycket liten (9,5-10,2 cm) men storhövdad fågel med en lång, rak och platt, svart näbb. Hjässan är svart, mot nacken mörkgrå. Resten av ovansidan är mörkt olivgrön. Stjärten som oftast hålls upprest är svart med vit spets och vingarna är svartaktiga med gult vingband och gula kanter på vingpennorna. Undersidan är helt gul. Könen är lika, men ungfågeln har gråare huvud, beige teckningar på vingarna och blekare undersida.

### Läten
Sången som sjungs i gryningen är ett mycket snabbt, ljust och ihållande "tik" som upprepas upp till 110 gånger i minuten. Från hanar hörs ett snabbt gräshoppslikt tickande "te'e'e'e'e'e't", något likt tropikkkungstyrann.

## Utbredning och systematik
Gråryggig todityrann delas in i åtta underarter med följande utbredning:
- Todirostrum cinereum virididorsale – tropiska södra Mexiko (Veracruz och norra Oaxaca)
- Todirostrum cinereum finitimum – tropiska södra Mexiko (Tabasco och Chiapas) till nordvästra Costa Rica
- Todirostrum cinereum wetmorei – tropiska centrala och östra Costa Rica och Panama
- Todirostrum cinereum sclateri – sydvästra Colombia (Nariño) till västra Ecuador och nordvästra Peru
- Todirostrum cinereum cinereum – tropiska södra Colombia till södra Venezuela, Guyana och norra Brasilien
- Todirostrum cinereum peruanum – östra Ecuador och östra Peru (södra till Cuzco)
- Todirostrum cinereum coloreum – sydöstra Brasilien (Espírito Santo) till norra Paraguay och norra Bolivia
- Todirostrum cinereum cearae – nordöstra Brasilien (östra Pará till Piauí, Ceará, Alagoas och norra Bahia)

### Familjetillhörighet
Arten placeras traditionellt i familjen tyranner. DNA-studier visar dock att Tyrannidae består av fem klader som skildes åt redan under oligocen,, varför vissa auktoriteter behandlar dem som egna familjer. Gråryggig todityrann med släktingar bryts då ut till familjen Pipromorphidae.

## Levnadssätt
Gråryggig todityrann är en vanlig fågel, förekommande i trädgårdar, skuggiga plantage, ungskog och skogskanter, upp till 1150 meters höjd, lokalt 1500 meter. Den undviker arida områden och tät skog. Fågeln ses vanligen i par där den gör snabba utfall eller ryttlar för att fånga små leddjur i vegetationen. Den vippar ofta stjärten när den rör sig utmed grenarna.

### Häckning
Båda könen hjälper till att bygga det pungformade boet som hängs från en tunn gren eller ranka en till fem meter ovan mark i ett träd, ibland dock ända upp upp till 30 meter upp. Honan ruvar två ofläckade ägg i 15-16 dagar.

## Status och hot
Arten har ett stort utbredningsområde och en stor population, och tros öka i antal. Utifrån dessa kriterier kategoriserar internationella naturvårdsunionen IUCN arten som livskraftig (LC).